# Mouatez Djedaiet
Mouatez Djedaiet – (2 de mayo de 1989) es un deportista argelino que compite en lucha grecorromana. Ganó dos medallas en el Campeonato Africano entre 2009 y 2016. Obtuvo una medalla de bronce en los Juegos Mediterráneos de 2013.

## Palmarés internacional
| Campeonato Africano  | Campeonato Africano    | Campeonato Africano | Campeonato Africano |
| Año                  | Lugar                  | Medalla             | Categoría           |
| -------------------- | ---------------------- | ------------------- | ------------------- |
| 2009                 | Casablanca (Marruecos) | Medalla de bronce   | 60 kg               |
| 2016                 | Alejandría (Egipto)    | Medalla de oro      | 59 kg               |
| Juegos Mediterráneos |                        |                     |                     |
| Año                  | Lugar                  | Medalla             | Categoría           |
| 2013                 | Mersin (Turquía)       | Medalla de bronce   | 60 kg               |